# Vladimiro Crisafulli
Vladimiro Crisafulli, detto anche Mirello  (Enna, 28 dicembre 1950), è un politico italiano.

## Biografia
Già consigliere provinciale di Enna per il Partito Comunista Italiano dal 1985, è stato eletto deputato all'Assemblea Regionale Siciliana per il Partito Democratico della Sinistra nelle legislature XI (1991-1996), XII (1996-2001) e per i Democratici di Sinistra nella XIII (2001-2006), in quest'ultima vicepresidente dell'Assemblea. È stato assessore regionale alla Presidenza nella I e nella II Giunta Capodicasa (1998-2000). Ha un forte radicamento in provincia di Enna, tanto da aver dichiarato in passato di essere sicuro di vincere le elezioni ad Enna con qualsiasi sistema elettorale, persino con il sorteggio.
Alle elezioni politiche del 2006 è stato eletto deputato alla Camera nella circoscrizione Sicilia 2 nelle liste dell'Ulivo.
Alle elezioni politiche del 2008 è stato eletto al Senato della Repubblica nella lista del Partito Democratico nella Circoscrizione Sicilia. L'11 aprile 2010, con il 61,9% dei voti, vince le primarie del Partito Democratico per la carica di sindaco di Enna, ritirando però la candidatura il 17 aprile successivo.
In vista delle elezioni politiche del 2013 si presenta alle primarie dei parlamentari del suo partito ottenendo più di 6.000 preferenze e il posto numero 6 tra i rappresentanti democratici al Senato in Sicilia, tuttavia la sua candidatura viene annullata dal comitato dei garanti del PD il 18 gennaio al fine di "tutelare l'immagine e l'onorabilità" del movimento, come ha dichiarato il presidente dell'istituzione Luigi Berlinguer.
A marzo 2015 si ricandida alle elezioni primarie del centro-sinistra per la scelta del candidato sindaco di Enna, vincendo e risultando quindi il candidato ufficiale della coalizione di centro-sinistra. Si candida però senza il simbolo del partito guidando una coalizione formata da "Enna Democratica", "Torre - Giovani Democratici" e "Sicilia democratica" che presenta una lista comune con il Nuovo Centrodestra di Angelino Alfano.
Il 31 maggio al primo turno ottiene il 41,89% dei voti e va al ballottaggio, dove arriva al secondo posto con il 47,9% (6.885 voti) dietro a Maurizio Dipietro, ex esponente del Partito Democratico sostenuto da una coalizione di liste civiche di centro e centro-destra (51,9% e 7.425 voti).

## Procedimenti giudiziari
Crisafulli nel 2002 fu messo sotto inchiesta in seguito ad un filmato che lo ritraeva in un hotel di Pergusa durante il congresso provinciale della CGIL scuola, in compagnia dell'avvocato Raffaele Bevilacqua, già consigliere provinciale nello stesso periodo di Crisafulli, indagato per mafia e successivamente condannato come boss mafioso di Enna
e «si fa baciare sulle guance [...] e con lui discute a lungo di appalti, assunzioni, raccomandazioni e favori vari».
Crisafulli, parlando di se stesso, in sua difesa, in un suo libro autobiografico affermò che "la magistratura accertò che in quel momento nessuno fosse consapevole del ruolo di cui sarà accusato anni dopo l'avv. Bevilacqua, uomo “con cui tutti parlano” per questioni politiche, e che nessuna richiesta di Bevilacqua fu accolta da Crisafulli; perciò il procedimento a carico del politico ennese venne archiviato".
Ma di fatto alla data dell'incontro sopraccitato, avvenuto nel 19 dicembre 2001 con Mirello Crisafulli, in Sicilia erano ampiamente noti i trascorsi giudiziari di Raffaele Bevilacqua che era da poco uscito di prigione e risultava già essere stato processato precedentemente per associazione mafiosa; il Bevilacqua fu infatti condannato per quel reato nel 1995 a 11 anni e sei mesi, ma il processo, due anni dopo, fu annullato per incompetenza territoriale.
A settembre 2010 è rinviato a giudizio per concorso in abuso d'ufficio assieme a due dipendenti della Provincia di Enna. Crisafulli è accusato di aver ottenuto la pavimentazione di una strada comunale che porta alla sua villa a spese della Provincia di Enna. Il processo viene prescritto nel gennaio del 2014.
A novembre 2015 Crisafulli viene indagato con l'accusa di abuso d'ufficio e occupazione abusiva di edificio pubblico in riferimento ad alcuni locali sequestrati dell'ospedale Umberto I di Enna dove si svolgevano corsi di lingua romena dichiarati illegittimi dal Ministero dell'Istruzione e propedeutici ai test di ingresso organizzati dalla facoltà di Medicina della sede distaccata di Galați in collaborazione con la Fondazione Prosperina di cui l'ex senatore è socio.
Il 25 febbraio 2016 Crisafulli viene iscritto nel registro degli indagati dalla procura di Roma per abuso d'ufficio, assieme all'allora ministro dell'interno Angelino Alfano, all'allora suo viceministro Filippo Bubbico e il presidente dell'Università Kore di Enna Cataldo Salerno. Il reato sarebbe stato commesso il 23 dicembre 2015, data in cui il Consiglio dei Ministri deliberò il trasferimento ad Isernia del prefetto Fernando Guida. La procura ritiene che tale trasferimento sia stato effettuato per evitare che Guida, prima del trasferimento a prefetto di Enna, commissariasse nello stesso mese la Fondazione Kore, ente che gestisce l'ateneo omonimo. Il prefetto Guida in un'intervista al Corriere della Sera afferma che non fu rimosso ma il trasferimento fu concordato con lui, e che il commissariamento della Kore anzi fu accelerato dal Viminale.